# Anne-Marie de Bourbon-Condé
Anne-Marie de Bourbon-Condé, née le 11 août 1675 et morte le 23 octobre 1700, est la fille d'Henri-Jules de Bourbon-Condé et d'Anne de Bavière. Membre de la maison de Bourbon, elle est princesse du sang. Elle meurt à l'âge de 25 ans d'une maladie pulmonaire, sans s'être mariée.

## Biographie
Anne-Marie-Victoire est le septième enfant du duc et de la duchesse d'Enghien. Son père est le seul fils survivant du Grand Condé tandis que sa mère est une fille d'Anne de Gonzague. Elle est née à l'Hôtel de Condé, résidence parisienne du prince de Condé lorsqu'il n'était pas à la cour du château de Saint-Germain-en-Laye. Les mois précédant la naissance d'Anne-Marie ont vu la mort de trois frères et sœurs : Louis-Henri (1673-1675), comte de La Marche, Anne (1670-1675), connue sous le nom de Mademoiselle d'Enghien, et Henri, comte de Clermont (1672-1675).
Anne-Marie était réputée si frêle qu'elle ne pouvait aller danser à la cour. Elle était aussi décrite comme plus attirante que ses sœurs cadettes Mademoiselle de Charolais (1676-1753) et Mademoiselle de Montmorency (1678-1718). Elle était connue sous le nom de mademoiselle d'Enghien jusqu'en 1688 lorsque sa sœur aînée mademoiselle de Bourbon épousa le prince de Conti, cousin germain de leur père. Dès lors, Anne-Marie est connue sous le nom de mademoiselle de Condé, son père étant devenu prince en 1684.
Elle fut envisagée comme épouse pour le duc du Maine, mais on dit qu'il préféra sa sœur Louise-Bénédicte, Mademoiselle de Charolais, à l'agacement de celle-ci. Le fait qu'elle n'ait pas épousé le duc du Maine aurait causé une détérioration de sa santé jusqu'à sa mort prématurée à 25 ans. Un autre candidat possible était Georges-Frédéric II de Brandebourg-Ansbach,, fils de Jean-Frédéric de Brandenburg-Ansbach et frère de la future reine de Grande-Bretagne Caroline d'Ansbach.
Mademoiselle de Condé ne se mariera jamais ; au lieu de cela, elle mourut, apparemment d'une maladie pulmonaire, sur le vaste domaine familial d'Asnières, souvent confondu avec le château d'Asnières, propriété de Madame de Parabère, maîtresse du Régent. Elle fut inhumée au couvent du Carmel du faubourg Saint-Jacques à Paris. 
Saint-Simon, écrivant après sa mort, a rapporté qu'elle avait  : "un beau visage, et une âme encore plus belle, un grand esprit, une sagesse, une raison, une gentillesse et une piété qui l'ont soutenue dans sa vie très triste. Elle était donc vraiment regrettée par tous ceux qui la connaissaient."

## Titres et prédicats
- 11 août 1675 - 22 janvier 1688 : Son Altesse Sérénissime Mademoiselle d'Enghien[3]
- 22 janvier 1688 - 23 octobre 1700 : Son Altesse Sérénissime Mademoiselle de Condé